# タラワ
座標: 北緯1度25分 東経173度02分 / 北緯1.417度 東経173.033度
タラワ（英語: Tarawa）は、キリバス共和国の首都であり、中部太平洋にある環礁の名称。日米では太平洋戦争中の激戦地として知られる。

## 概要

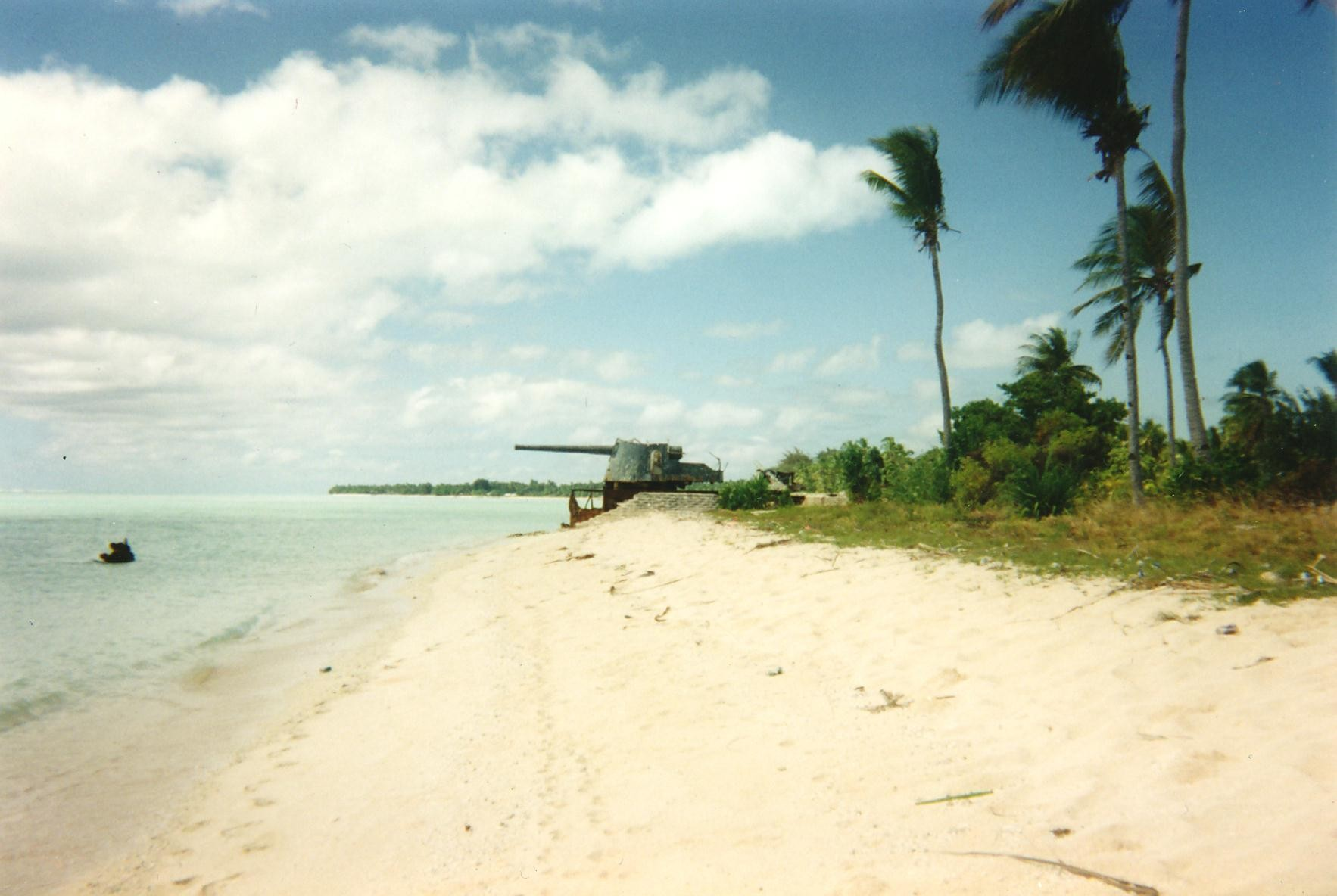
太平洋戦争時の日本軍の防空陣地跡

バイリキ島はタラワ環礁内では比較的小さな島だが、キリバス共和国およびタラワ環礁の政治の中心地であり、実質的な首都機能を果たす。ただしキリバス共和国議会はアンボ島にあるほか、いくつかの行政官庁はベシオ島やビケニベウ島に分かれて設置されており、いわゆる一極集中型の首都ではない。

## 地理

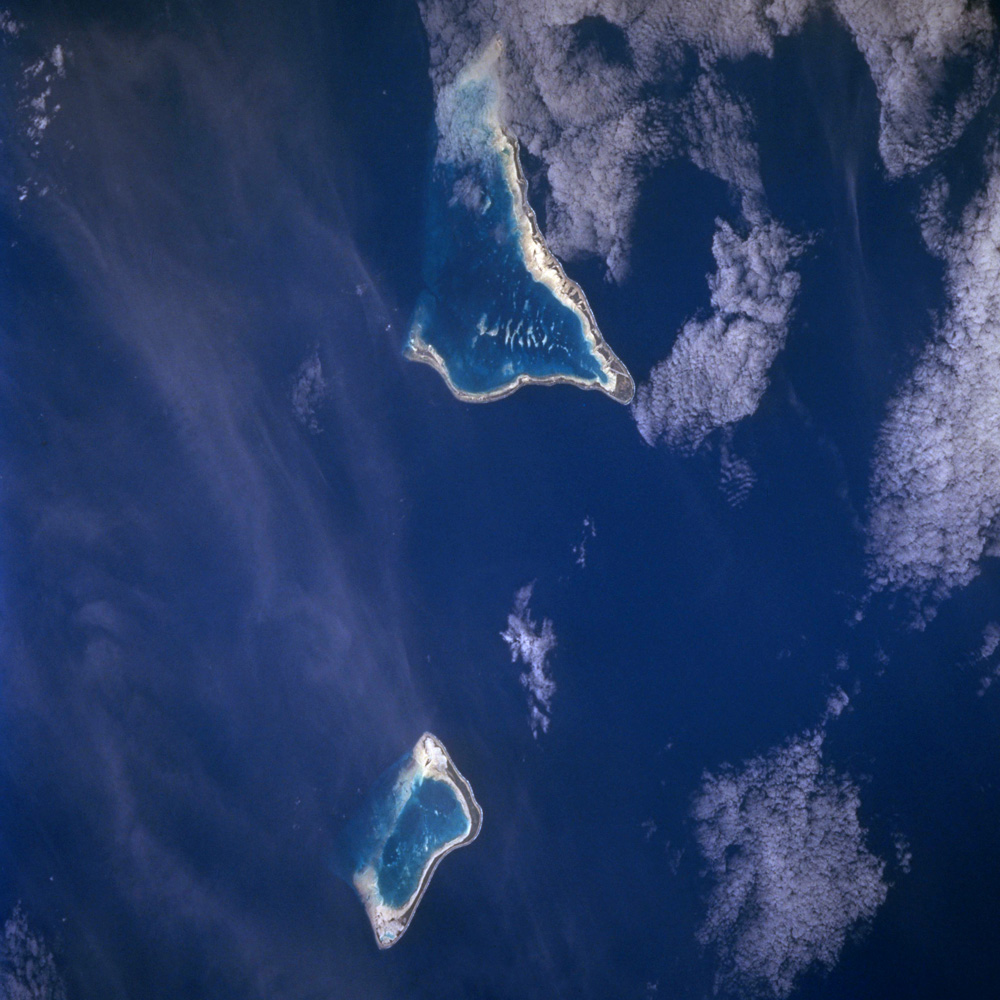
衛星写真(1998年)

### 地形

#### 島嶼
バイリキ島、ボンリキ島、ベシオ島、アンボ島、ビケニベウ島など計24の島々から成り、うち8島は無人島である。以前はイギリス領ギルバート諸島の首府であった。

#### 生態系
環礁にラグーン、サンゴ礁、潮間帯の干潟が多く、ボーンフィッシュなどの魚類、アオウミガメなどのウミガメ、甲殻類、オオシャコガイ、海藻および植物など様々な生物が生息している。特に北部のノート村一帯のヤエヤマヒルギ（Rhizophora stylosa）が優占種のマングローブ林はキリバスでマングローブが見られる数少ない地域である。2013年にラムサール条約登録地となった。

### 気候
ケッペンの気候区分では熱帯雨林気候（Af）に属する。
| タラワ（ボンリキ国際空港）の気候 | タラワ（ボンリキ国際空港）の気候 | タラワ（ボンリキ国際空港）の気候 | タラワ（ボンリキ国際空港）の気候 | タラワ（ボンリキ国際空港）の気候 | タラワ（ボンリキ国際空港）の気候 | タラワ（ボンリキ国際空港）の気候 | タラワ（ボンリキ国際空港）の気候 | タラワ（ボンリキ国際空港）の気候 | タラワ（ボンリキ国際空港）の気候 | タラワ（ボンリキ国際空港）の気候 | タラワ（ボンリキ国際空港）の気候 | タラワ（ボンリキ国際空港）の気候 | タラワ（ボンリキ国際空港）の気候 |
| 月                               | 1月                              | 2月                              | 3月                              | 4月                              | 5月                              | 6月                              | 7月                              | 8月                              | 9月                              | 10月                             | 11月                             | 12月                             | 年                               |
| -------------------------------- | -------------------------------- | -------------------------------- | -------------------------------- | -------------------------------- | -------------------------------- | -------------------------------- | -------------------------------- | -------------------------------- | -------------------------------- | -------------------------------- | -------------------------------- | -------------------------------- | -------------------------------- |
| 最高気温記録 °C （°F）           | 35.0 (95)                        | 33.0 (91.4)                      | 35.0 (95)                        | 34.5 (94.1)                      | 34.5 (94.1)                      | 33.5 (92.3)                      | 34.5 (94.1)                      | 34.5 (94.1)                      | 34.5 (94.1)                      | 35.0 (95)                        | 35.0 (95)                        | 35.0 (95)                        | 35.0 (95)                        |
| 平均最高気温 °C （°F）           | 30.7 (87.3)                      | 30.6 (87.1)                      | 30.7 (87.3)                      | 30.7 (87.3)                      | 30.8 (87.4)                      | 30.8 (87.4)                      | 30.9 (87.6)                      | 31.0 (87.8)                      | 31.1 (88)                        | 31.2 (88.2)                      | 31.3 (88.3)                      | 30.9 (87.6)                      | 30.9 (87.6)                      |
| 日平均気温 °C （°F）             | 28.2 (82.8)                      | 28.1 (82.6)                      | 28.1 (82.6)                      | 28.2 (82.8)                      | 28.4 (83.1)                      | 28.3 (82.9)                      | 28.2 (82.8)                      | 28.3 (82.9)                      | 28.4 (83.1)                      | 28.6 (83.5)                      | 28.5 (83.3)                      | 28.2 (82.8)                      | 28.3 (82.9)                      |
| 平均最低気温 °C （°F）           | 25.3 (77.5)                      | 25.3 (77.5)                      | 25.2 (77.4)                      | 25.3 (77.5)                      | 25.5 (77.9)                      | 25.3 (77.5)                      | 25.1 (77.2)                      | 25.2 (77.4)                      | 25.3 (77.5)                      | 25.4 (77.7)                      | 25.4 (77.7)                      | 25.3 (77.5)                      | 25.3 (77.5)                      |
| 最低気温記録 °C （°F）           | 21.5 (70.7)                      | 22.5 (72.5)                      | 22.5 (72.5)                      | 22.5 (72.5)                      | 21.0 (69.8)                      | 21.0 (69.8)                      | 21.0 (69.8)                      | 21.5 (70.7)                      | 22.5 (72.5)                      | 22.0 (71.6)                      | 22.5 (72.5)                      | 22.0 (71.6)                      | 21.0 (69.8)                      |
| 降水量 mm （inch）               | 271 (10.67)                      | 218 (8.58)                       | 204 (8.03)                       | 184 (7.24)                       | 158 (6.22)                       | 155 (6.1)                        | 168 (6.61)                       | 138 (5.43)                       | 120 (4.72)                       | 110 (4.33)                       | 115 (4.53)                       | 212 (8.35)                       | 2,052 (80.79)                    |
| 平均降水日数 （≥0.3 mm）         | 15                               | 12                               | 14                               | 15                               | 15                               | 14                               | 16                               | 18                               | 15                               | 11                               | 10                               | 17                               | 172                              |
| % 湿度                           | 81                               | 80                               | 81                               | 82                               | 81                               | 81                               | 80                               | 79                               | 77                               | 77                               | 79                               | 81                               | 80                               |
| 平均月間日照時間                 | 220.1                            | 192.1                            | 207.7                            | 201.0                            | 229.4                            | 219.0                            | 229.4                            | 257.3                            | 243.0                            | 260.4                            | 240.0                            | 189.1                            | 2,688.5                          |
| 平均日照時間                     | 7.1                              | 6.8                              | 6.7                              | 6.7                              | 7.4                              | 7.3                              | 7.4                              | 8.3                              | 8.1                              | 8.4                              | 8.0                              | 6.1                              | 7.4                              |
| 出典：Deutscher Wetterdienst     |                                  |                                  |                                  |                                  |                                  |                                  |                                  |                                  |                                  |                                  |                                  |                                  |                                  |

### 人口
住民の大半はミクロネシア人である。1990年時点での人口は約2万8千人で、ボンリキ島が最大の面積・人口を誇り、タラワ環礁唯一の国際空港（ボンリキ国際空港）がある。

## 歴史

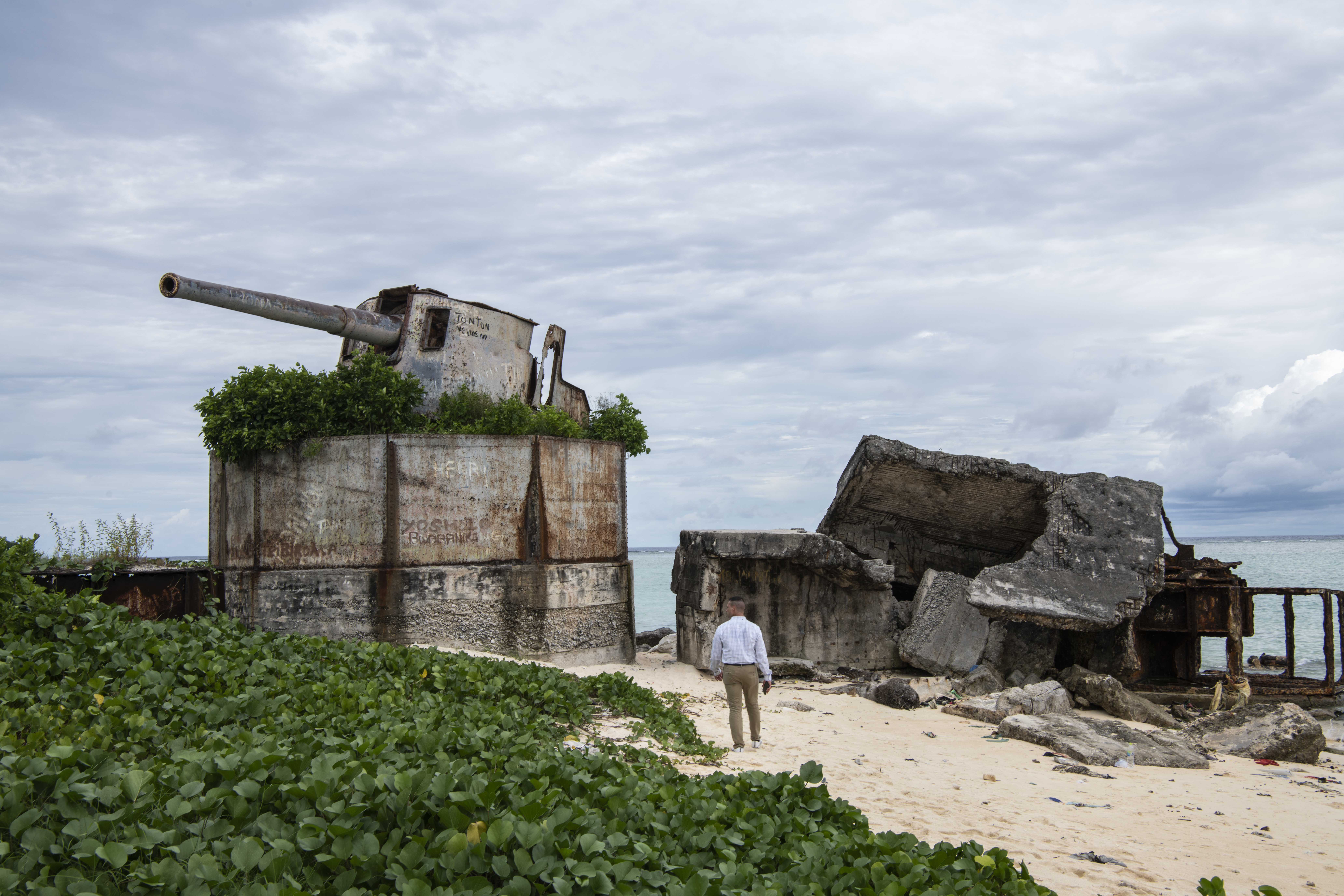
第二次世界大戦で使用されていた日本軍の砲台

### 近代
- 太平洋戦争中の激戦地として知られ、1943年11月20日から開始されたタラワの戦いでは、この島を要塞化した日本軍とアメリカ軍との間で壮絶な戦いが繰り広げられた。現在も、日本軍関連の施設がベシオ島のいたる所に残っており、戦没者の慰霊碑もある。

### 現代
- 2003年に閉鎖されていた在キリバス中華人民共和国大使館が、2020年に再び設置された[3][4]。
- 2023年1月1日、在キリバス日本国大使館が新設された[5]。

## 政治

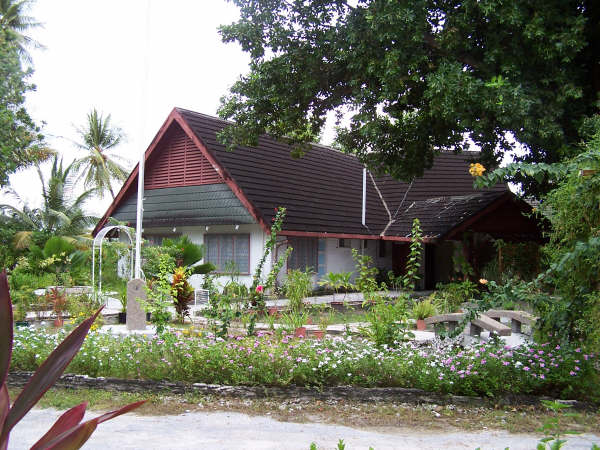
キリバスの大統領邸

### 行政

#### 大統領邸
- 南タラワが行政の中心地として発展しており、大統領邸などが所在する。

#### 行政区画
タラワ環礁は大きく
- 南タラワ
- ベシオ
- 北タラワ

という3つの行政区に分けられる。

### 議会

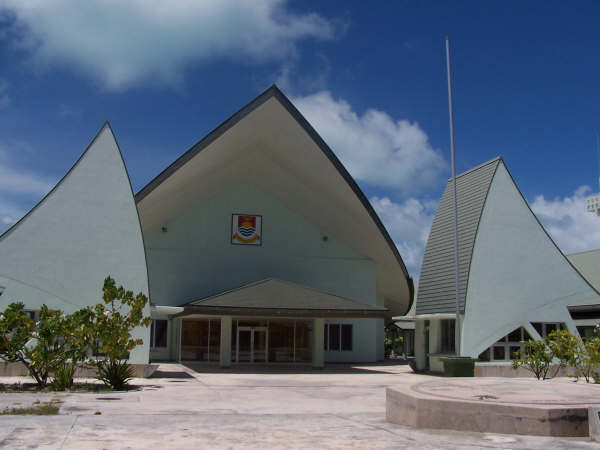
キリバス議会の国会議事堂

南タラワはバイリキ島からタナエア島にかけての地域であり、テイナイナノ都市評議会(TUC)という機構が管轄する、キリバス共和国の実質的な首都かつタラワ環礁の政治的中心である。
ベシオは経済の中心ベシオ島を区域とし、ベシオ町評議会(BTC)が管轄する。そして残りの地域が北タラワに分類される。

## 経済

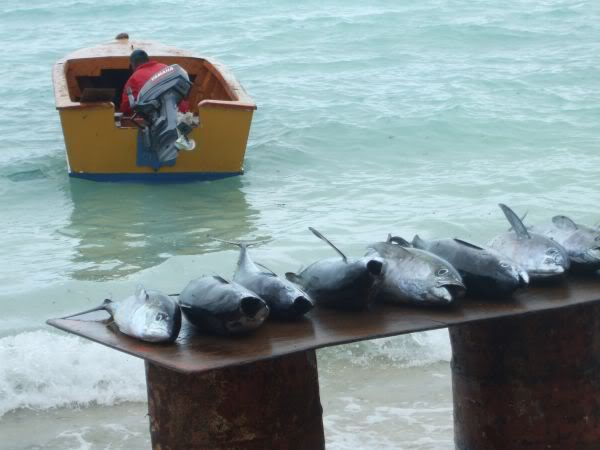
漁業はタラワの経済を支える重要な産業である。

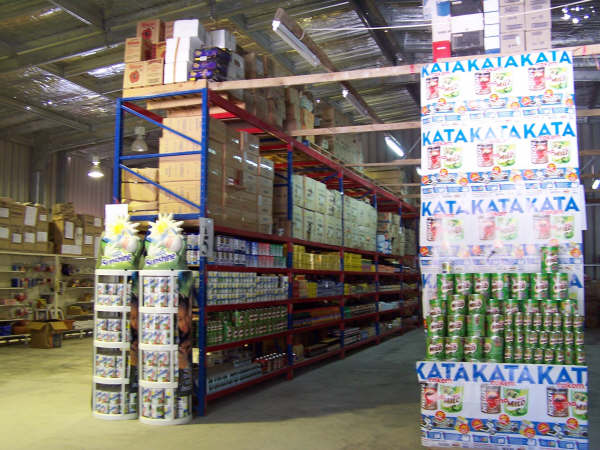
スーパーマーケット

ベシオ島はタラワ環礁の経済の中心地で、主要な港湾を抱えることから、コプラや真珠を輸出している。この島はかつて、日米間で戦闘が行われた激戦の島でもある。

### 第一次産業

#### 農業
- コプラ

#### 漁業
- 真珠養殖
- 漁

### 商業
主な商業施設
- キリバススーパーマーケット

#### 貿易業
- ベシオ島のベシオ港からコプラなどを輸出している。

## 教育

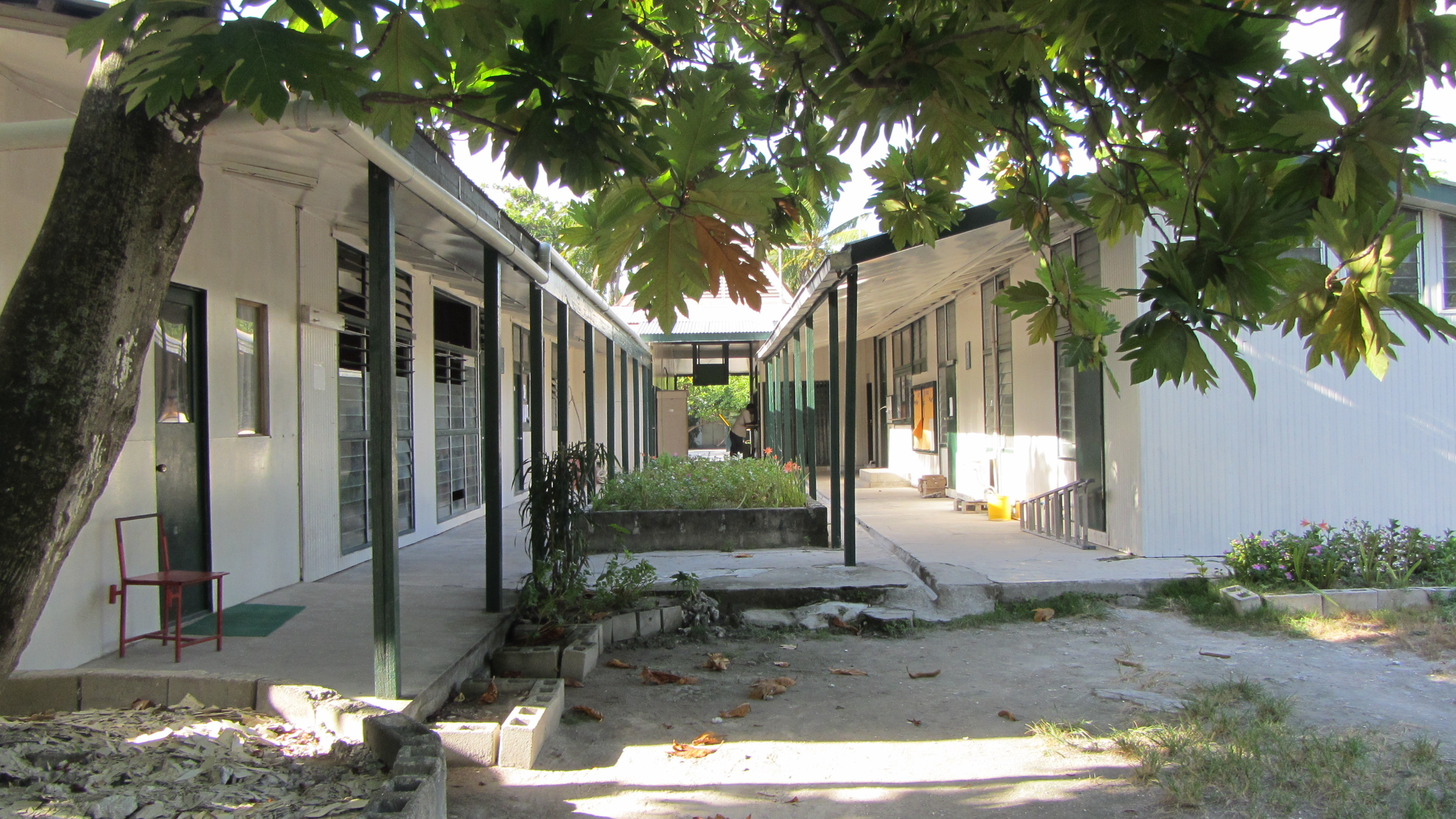
南太平洋大学
キリバスキャンパス

### 大学
- 南太平洋大学 キリバスキャンパス

## 交通

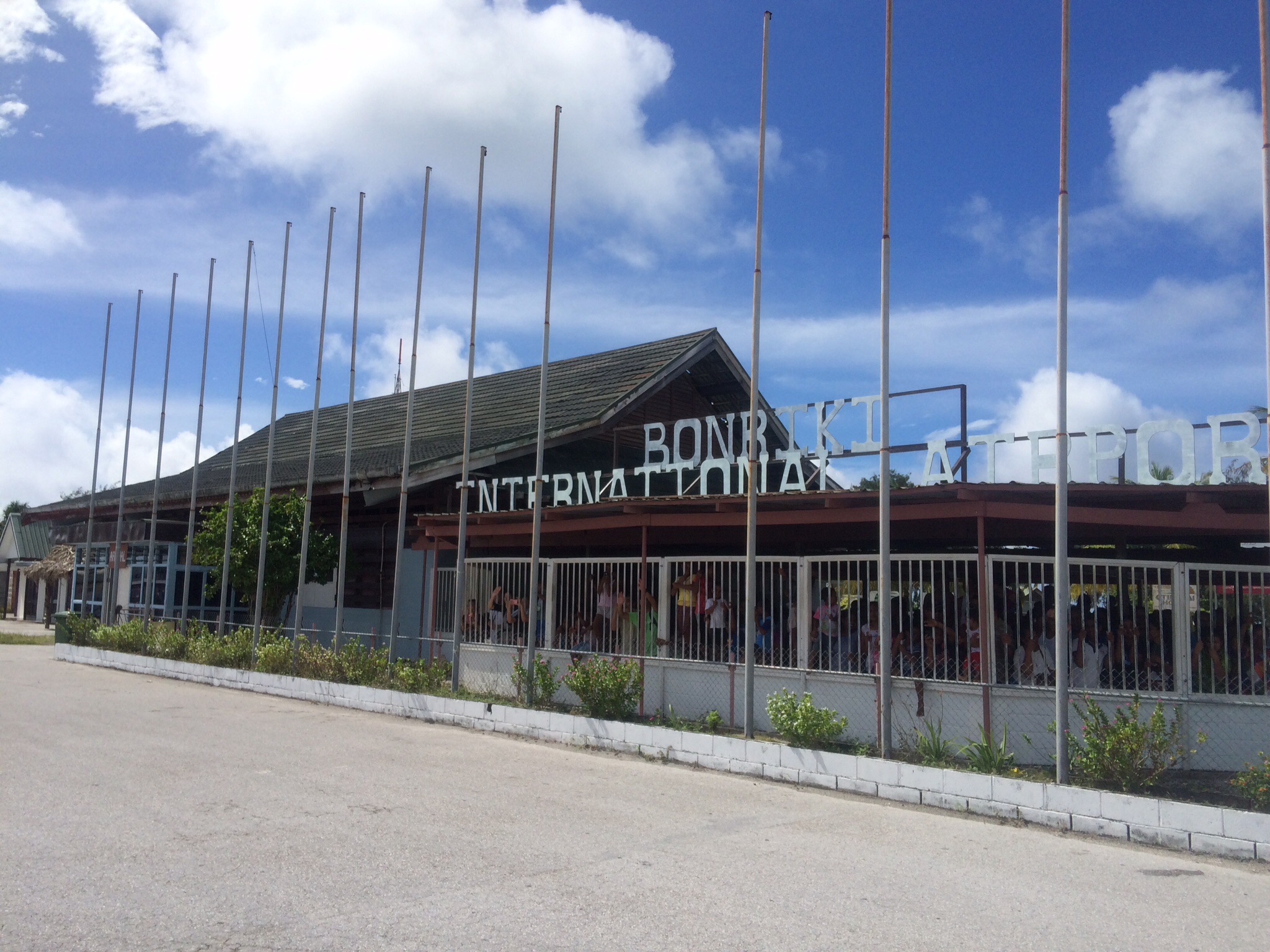
ボンリキ国際空港

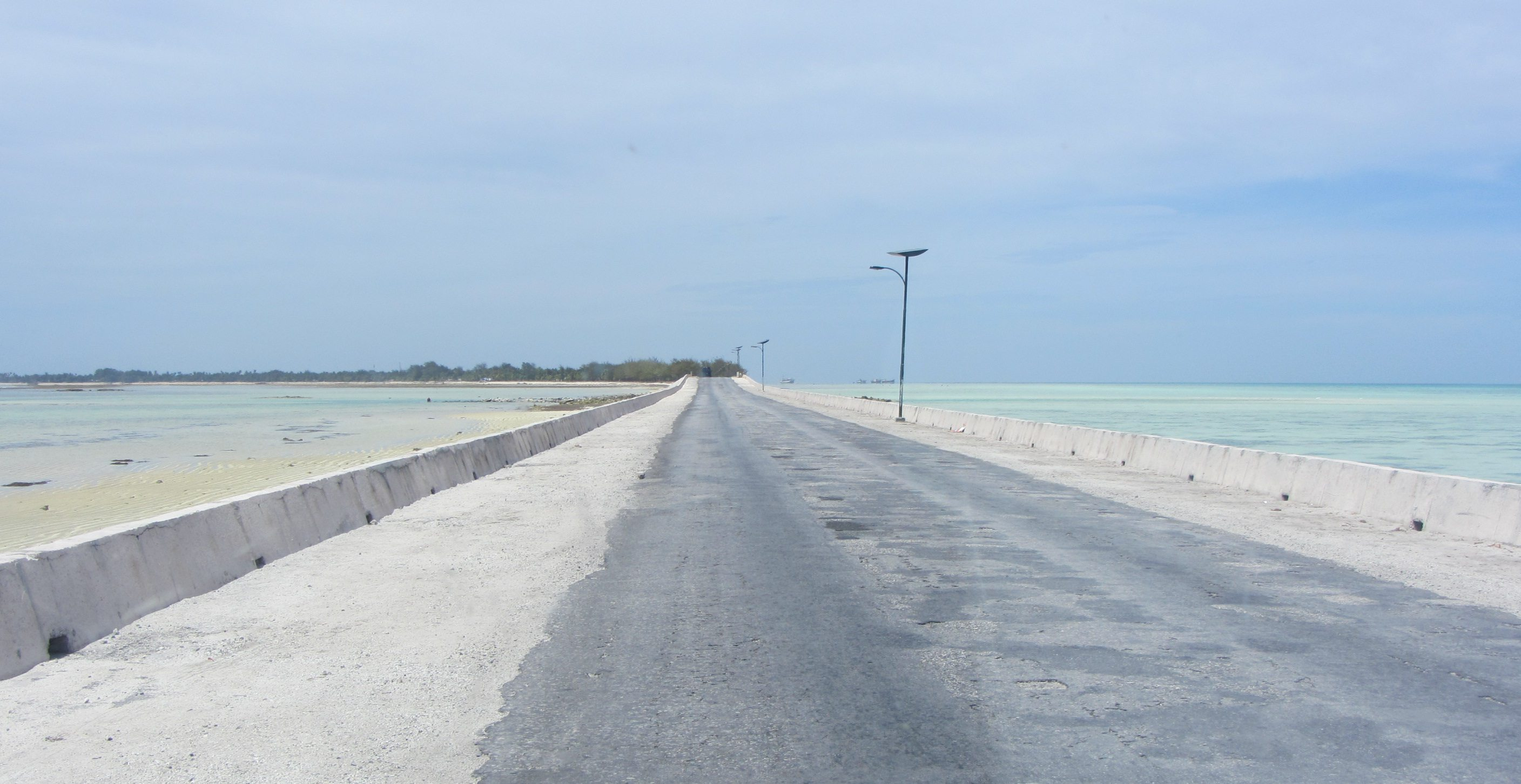
コーズウェイ

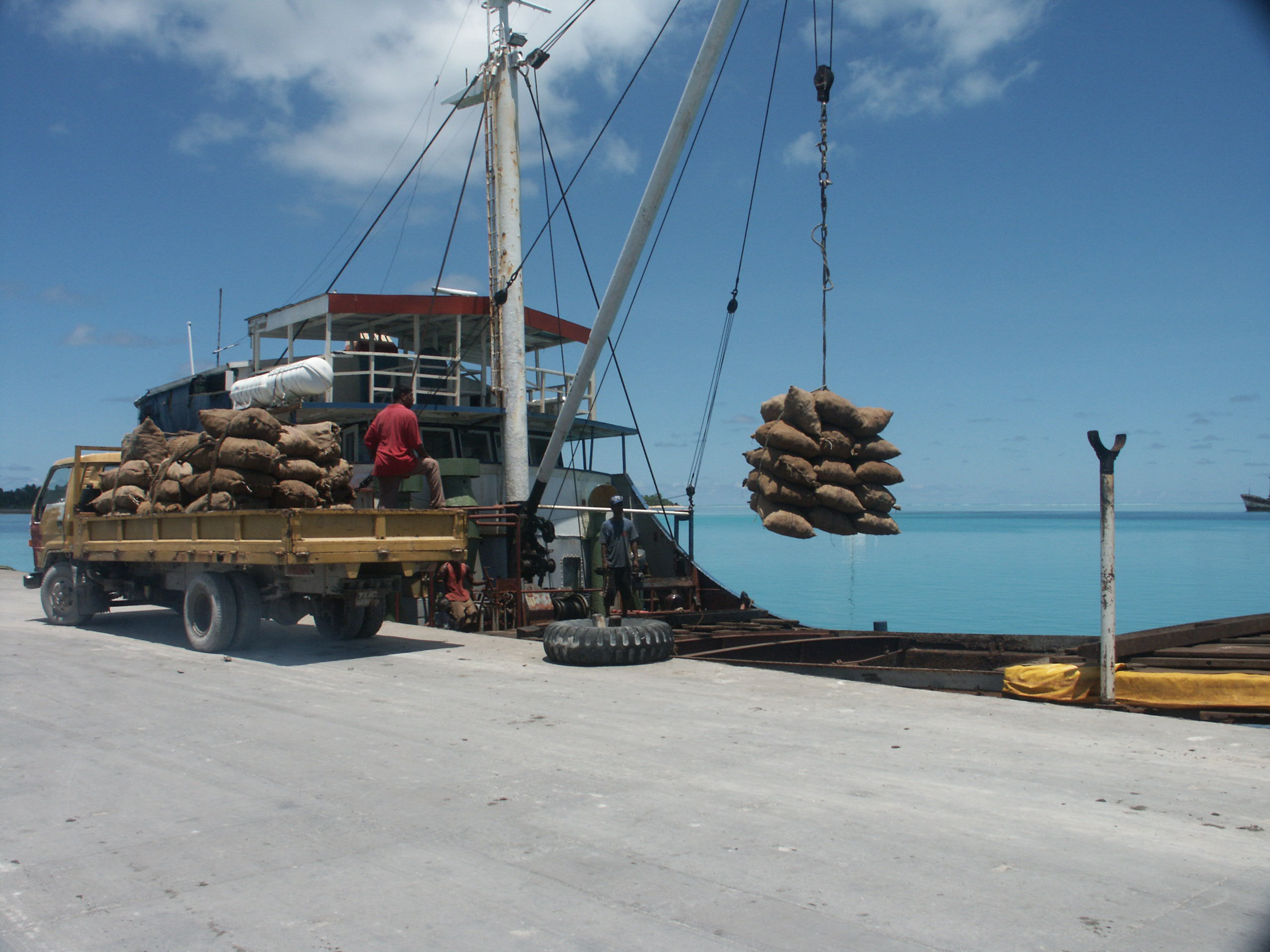
ベシオ港でコプラを積み込む様子

### 空路

#### 空港
- ボンリキ国際空港

### バス
タラワには鉄道はなく、主な交通手段はバスである。また、停留所もなく、通りかかったバスに手を上げて停車してもらい、乗車する方式をとっている。

### 道路
ベシオとバイリキの間の交通手段はかつては浅瀬を干潮時に歩いて渡っていたが、近年連絡路コーズウェイが完成したため、現在は自動車による交通も可能となった。
なお、バイリキからベシオへ入る場合は有料であるが、逆にベシオからバイリキへ行く場合は無料である。

### 航路

#### 港湾
- ベシオ港 - 貿易港として機能している。

## 文化・名物

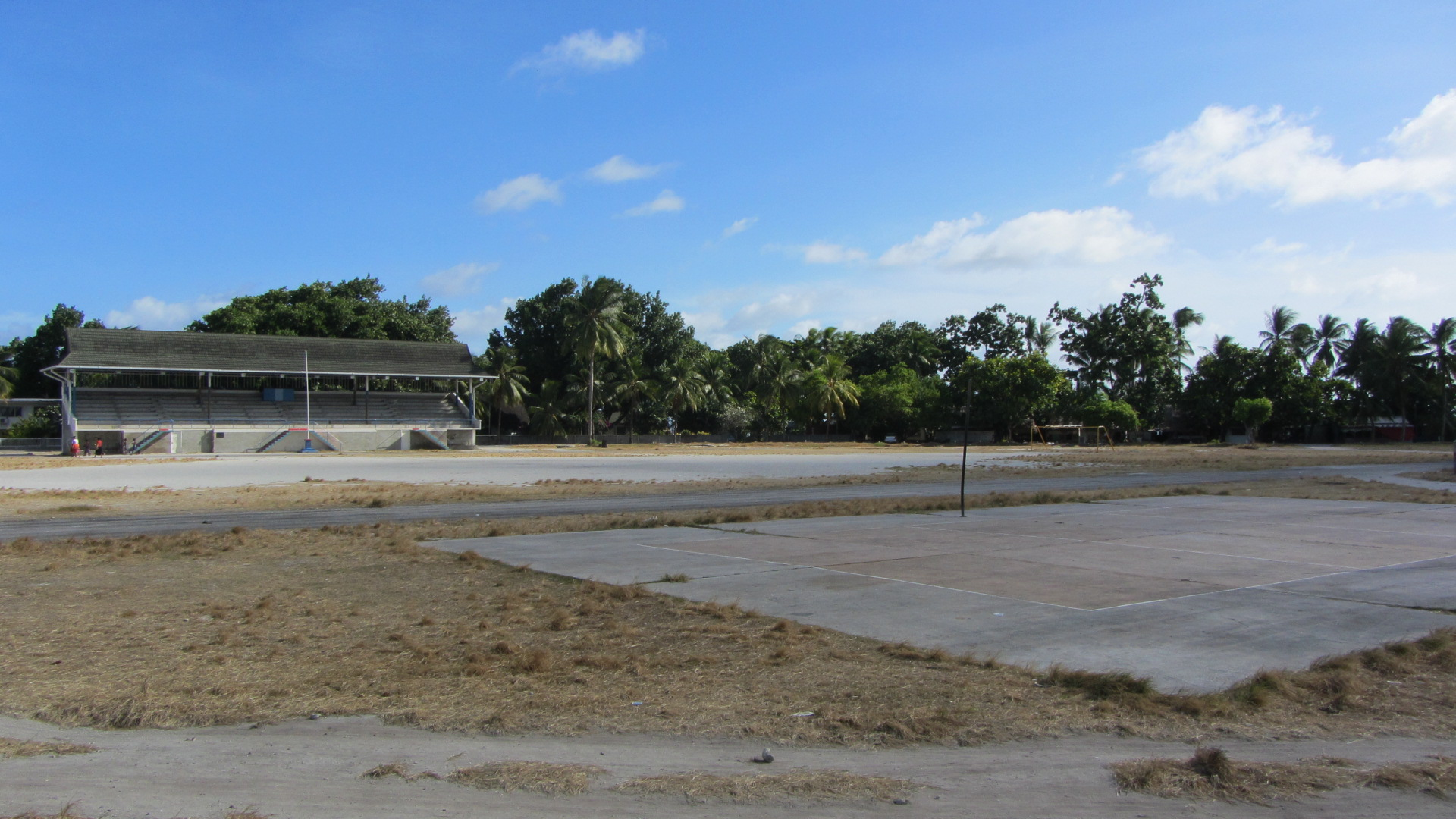
バイリキ国立競技場

### スポーツ
競技施設
- バイリキ国立競技場

## 登場する作品
- 「孤島の落日」人生交差点第四部「すべての始まり」　(2022年 推敲堂著　ネクパブ・オーサーズプレス　ＩＳＢＮ　978-4-8020-7857-3)　太平洋戦争におけるタラワ環礁での戦闘を、日本海軍特別陸戦隊員だった「私」の手記として描いた戦記小説。